# Patrick Vincent Ahern
Patrick Vincent Ahern (* 8. März 1919 in New York City; † 19. März 2011 ebenda) war ein US-amerikanischer Geistlicher und römisch-katholischer Weihbischof in New York.

## Leben
Patrick Vincent Ahern trat nach dem Besuch des Manhattan College and Cathedral College, New York City, in das Priesterseminar St. Joseph’s Seminary in Yonkers ein. Er studierte zudem an der Saint Louis University in St. Louis und der University of Notre Dame, South Bend. Am 27. Januar 1945 empfing er die Priesterweihe für das Erzbistum New York. Er war zunächst in der Pfarrei St. Helena in der Bronx tätig und bis 1955 in der Archdiocesan Mission Band. Nach Tätigkeit an der New Yorker St. Patrick’s Cathedral war er von 1958 bis 1967 Privatsekretär von Kardinal Francis Spellman. 1967 wurde er Pfarrer von Our Lady of Angels Church in der Bronx.
Papst Paul VI. ernannte ihn am 3. Februar 1970 zum Titularbischof von Naiera und zum Weihbischof in New York. Der Erzbischof von New York, Terence Kardinal Cooke, spendete ihm am 19. März desselben Jahres die Bischofsweihe; Mitkonsekratoren waren John Joseph Maguire, Koadjutorerzbischof von New York, und Edwin Bernard Broderick, Bischof von Albany. Bis 1976 war er Bischofsvikar des Bezirks Bronx; bis 1980 des Bezirks Nordwest-Bronx. 1980 wurde er Bischofsvikar von Staten Island; 1986 gründete er die „Seton Foundation for Learning“, das erste katholische Bildungsprogramm der Insel. 1990 wurde er zuständig für die Entwicklung der gesamten Diözese New York.
Am 26. April 1994 nahm Papst Johannes Paul II. seinen altersbedingten Rücktritt an.
Er galt als einer der führenden Experten für die Spiritualität der heiligen Therese von Lisieux. Die “Bishop Patrick V. Ahern High School” wurde 1999 auf dem Areal der Moore Catholic High School in Graniteville gegründet.

## Werke
- Maurice and Therese: The Story of Love, Doubleday 2001, ISBN 978-0385497404